# Walter Cornelis
Walter Cornelis (Gent, 1 februari 1933 – aldaar, 5 augustus 1999) was een Vlaams acteur.
Soms werd hij ook Walter Cornelissen genoemd. Hij is gestorven aan kanker.
Hij speelde grote rollen in bekende Vlaamse reeksen: Broos Aspeslagh, de stroper in Wij, Heren van Zichem, Gerard Bossé in De Collega's, Planton in Langs de Kade, Cies Stampers in De Paradijsvogels en Roger Buelens in Alfa Papa Tango.
Hij speelde verschillende gastrollen in Merlina (trainer, tandarts de Beul, valsmunter, conservator, dhr. Palinckx), Postbus X (juwelier, directeur), F.C. De Kampioenen (Boer Batselier) en Terug naar Oosterdonk (Slager).
Hij was ook een bekend hoorspelacteur, onder andere te horen in De vertraagde film (Herman Teirlinck - Frans Roggen, 1967), Kaïn die van nergens kwam (Charles Pascarel - Jos Joos, 1970), God Pomerantz (Ephraim Kishon - Jos Joos, 1973) en Gedachten aan moord (Paul Barz - Jos Joos, 1979).
Ook was hij te zien in de gezamenlijke Nederlands/Belgische serie Transport uit 1983.